# Kannon (motorfiets)
Kannon (Kannon® Motorcycles L.L.C., Ketchum, Oklahoma) was een Amerikaans bedrijf dat motorfietsen maakte op basis van Chevrolet- en Ford V6 en V8-motorblokken.